# HDMS Peder Skram (F352)
Le HDMS Peder Skram (F352) était une frégate de classe Peder Skram dans la marine royale danoise qui fut en service jusqu'en 1990. Il est maintenant amarré à Holmen à Copenhague où il sert de navire musée privé avec les navires du Musée naval royal du Danemark. Le navire porte le nom de Peder Skram (en), un amiral danois du XVIe siècle.

## Historique
La frégate a été commandée le 25 septembre 1964 et lancée le 20 mai 1965 par Helsingør Skinsværft à Elseneur et mise en service le 25 mai 1966.
Peder Skram était une conception innovante utilisant un système de propulsion hybride, une approche combinée turbine à gaz et diesel (CODOG). Peder Skram a subi un réaménagement important en 1970 et une mise à jour de son armement.
En 1982, Peder Skram a été impliqué dans le lancement accidentel d'un missile Harpoon, qui n'a infligé aucun dommage corporel.

### Préservation
Peder Skram a été mis hors service en 1990, les installations internes ont été vendues aux enchères comme ferraille deux ans plus tard. Au milieu des années 1990, il a été décidé de la restaurer en tant que navire musée. Il est ouvert aux visiteurs tous les jours de 11h à 17h pendant les vacances scolaires d'été et d'automne et tous les week-ends de juin et août.

## Galerie

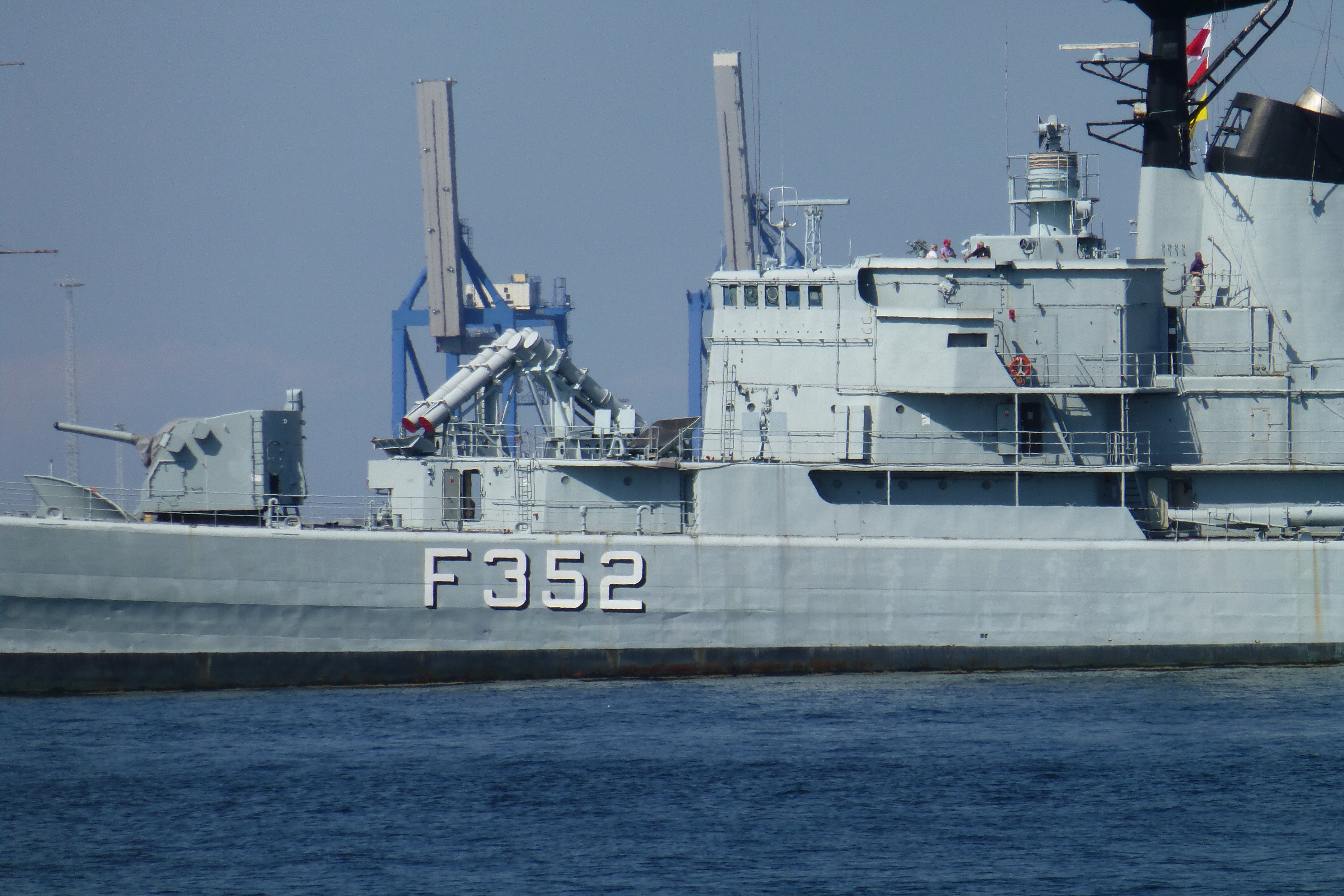
Peder Skram en 2013
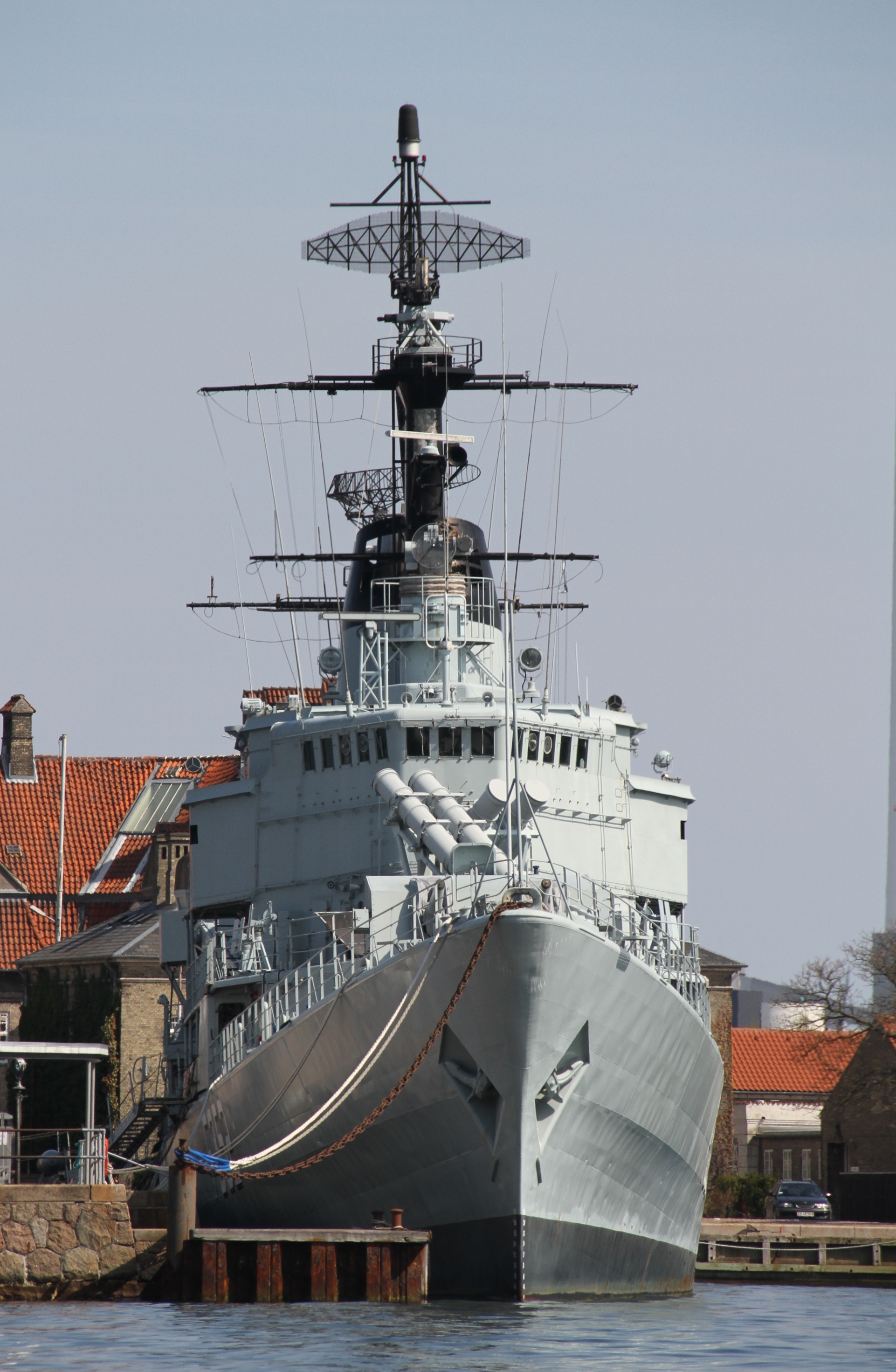
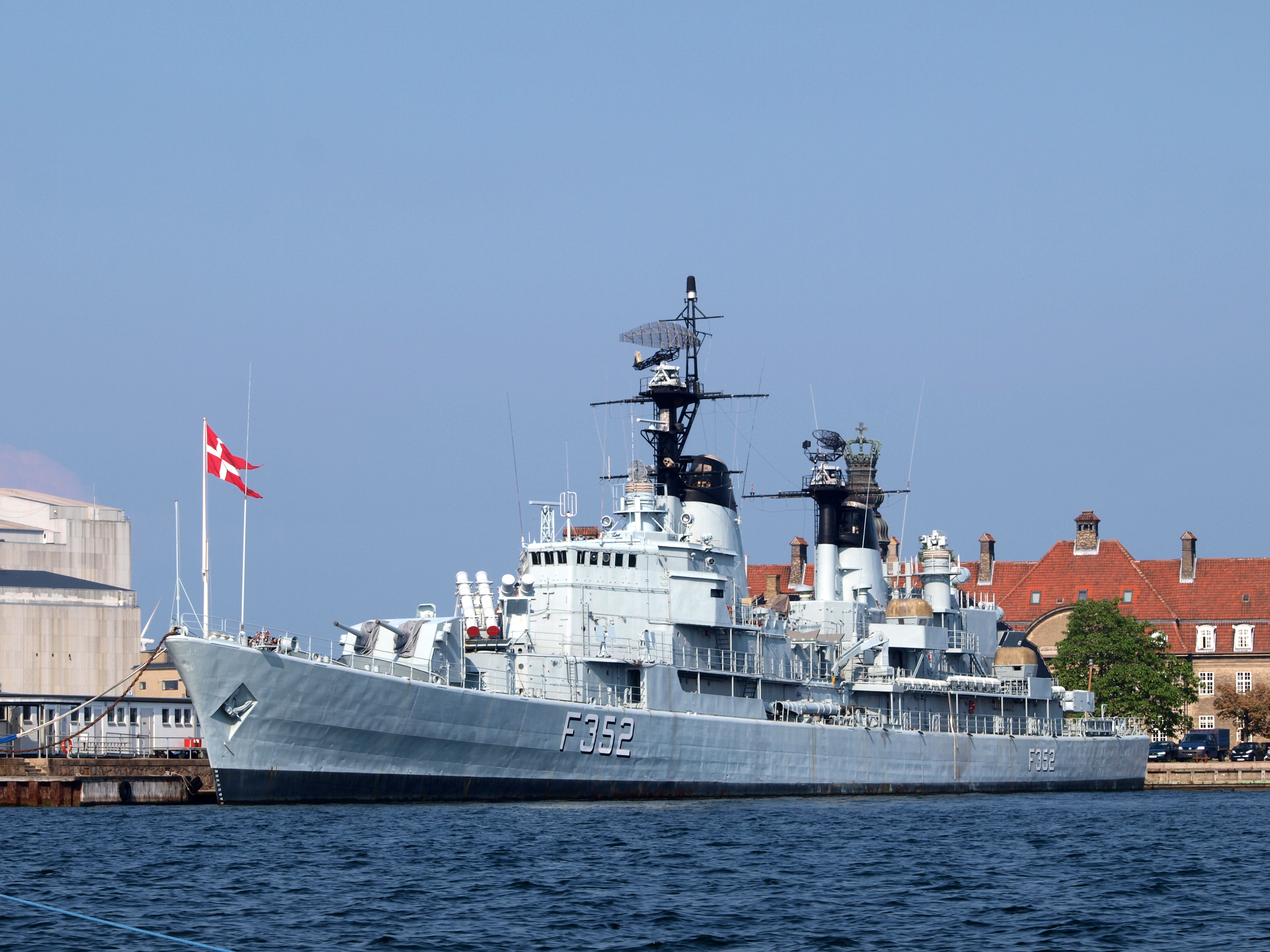